# Trần Ngọc Tăng
Trần Ngọc Tăng (sinh 1948) nguyên là Bí thư Đảng ủy Khối Cơ quan Khoa giáo Trung ương , nguyên Phó Trưởng ban Ban Khoa giáo Trung ương Đảng Cộng sản Việt Nam, nguyên Chủ tịch Hội Chữ thập đỏ Việt Nam (2007-2012)

## Tiểu sử
Ông quê ở xã Cấp Dẫn, huyện Cẩm Khê, tỉnh Phú Thọ. Là một giáo viên, đảng viên Đảng Cộng sản Việt Nam, ông Tăng đã đảm nhận các chức vụ tại địa phương: Hiệu trưởng trường cấp 3 huyện Cẩm Khê , Phó Chủ tịch Ủy ban Nhân dân Huyện Cẩm Khê, Tổng Biên tập Báo Vĩnh Phú, Phó Chủ tịch Ủy ban Nhân dân tỉnh, Chủ tịch Hội đồng Nhân dân , Tỉnh ủy viên, Phó Bí thư thường trực tỉnh ủy Phú Thọ...
Ngày sinh: 15/12/1948
Giới tính: Nam
Dân tộc: Kinh
Tôn giáo: Không
Quê quán: Xã Cấp Dẫn, huyện Cẩm Khê, Phú Thọ
Trình độ chính trị: Cử nhân chính trị
Trình độ chuyên môn: Tiến sĩ Triết học, Cử nhân Văn học
Nghề nghiệp, chức vụ: Ủy viên Đoàn Chủ tịch Ủy ban Trung ương Mặt trận Tổ quốc Việt Nam; Ủy viên Hội đồng nghiên cứu công tác quần chúng của Trung ương Đảng; Ủy viên Uỷ ban Về các vấn đề xã hội của Quốc hội Khóa XIII; Thành viên Nhóm Nghị sĩ hữu nghị Việt Nam - EP của Tổ chức Nghị sĩ hữu nghị Việt Nam, Quốc hội khóa XIII Bí thư Đảng đoàn, Chủ tịch Hội Chữ thập đỏ Việt Nam(Đã nghỉ hưu từ 01/01/2009)
Nơi làm việc: Trung ương Hội Chữ thập đỏ Việt Nam - 82 Nguyễn Du, Hà Nội
Ngày vào đảng: 22/8/1967
Nơi ứng cử: Hà Tĩnh
Đại biểu Quốc hội khoá: XIII
Đại biểu chuyên trách: Không
Đại biểu Hội đồng Nhân dân: Không